# Ковалевский, Иван (генеральный есаул)
Иван Ковалевский реже Коваливский (укр. Іва́н Ковале́вський (Ковалівский), (годы рождения и смерти неизвестны) — государственный, военный и дипломатический деятель Войска Запорожского XVII века.
В 1655—1656, 1658 (по другим данным 1648—1659) — представитель генеральной старшины, генеральный есаул Войска Запорожского.
Избирался генеральным есаулом при гетманах Богдане Хмельницком, Иване Выговском и Юрии Хмельницком.
Один из ближайших соратников и свояк Богдана Хмельницкого, его личный переводчик.
Возглавлял посольства запорожцев в Валахию (осень 1654), Трансильванию (1656, 1657), Швецию (весна 1657) и Речь Посполитую (1658).
7 сентября 1656 вместе с генеральным писарем Иваном Грушей заключил украинско-семиградский договор с Дьёрди II Ракоци.
В Чигирине вел переговоры со шведским послом Г. Лилиенкроном. В октябре 1657 совместно с Ю. Немиричем и полковником И. Богуном принимал участие в выработке условий и заключении в Корсуни украинско-шведского союзного договора, которому было определено «Войско Запорожское за народ свободный и никому не подчинённый».
В 1663 служил сотником Глинской сотни Лубенского полка.
Дальнейшая его судьба неизвестна.